# Cuenca del Wind
La cuenca del Wind es la cuenca hidrográfica de la Cordillera Wind River en Estados Unidos.
La misma se encuentra en la zona oeste de Wyoming, forma parte de la Divisoria Continental de América del Norte. La zona toma su nombre del río Wind, denominado así en referencia a los fuertes vientos que soplan por la región. 
La cordillera cuenta con ciertas cumbres que superan los 4.000 m, tales como el Fremont Peak (4.185 m) y el Gannett Peak (4.207 m), el más alto de Wyoming. El río Green nace en la ladera suroeste de la cordillera.

## Hidrología
Dos importantes ríos de los Estados Unidos tienen sus cabeceras a ambos lados de la cordillera: el río Green (1.175 km), que nace en la vertiente occidental de la cordillera, fluye hacia el Sur y es el mayor afluente del río Colorado; y el río Wind (742 km), que nace en la vertiente oriental, drena hacia el este a través de la Cuenca Shoshone y, después de cambiar su nombre a río Bighorn, es el mayor afluente del río Yellowstone.
Otros dos ríos menos importantes nacen en el extremo meridional de la cordillera: el río Big Sandy, que también fluye hacia el sur y es el principal afluente del río Green y el río Sweetwater (282 km), que discurre hacia el este, hasta desembocar en el río Platte Norte.